# Tongzhou, Nantong
Tongzhou Qu (kinesiska: 通州区, 通州) är ett stadsdistrikt i Nantong i Jiangsu-provinsen i östra Kina. Antalet invånare är 1138738. Befolkningen består av 612 459 kvinnor och 526 279 män. Barn under 15 år utgör 10,0 %, vuxna 15-64 år 71 %, och äldre över 65 år 17,0 %.